# Alex Schwazer
Alex Schwazer (Vipiteno, 26 dicembre 1984) è un marciatore italiano, campione olimpico della 50 km a Pechino 2008.

## Biografia
Nato a Vipiteno e cresciuto tra Racines e Vipiteno, inizia a praticare l'atletica leggera a 15 anni, gareggiando nel mezzofondo, e passando alla marcia solo nella categoria allievi. Dopo un breve periodo dedicato al ciclismo, sia mountain bike che su strada, torna alla marcia.
Fino al 2012 gareggia per il Centro Sportivo Carabinieri, la cui sede della sezione di atletica leggera si trova a Bologna, allenato dal tecnico Michele Didoni (campione mondiale di marcia 20 km nel 1995). In precedenza era seguito, presso la Scuola mondiale di marcia a Saluzzo, dal tecnico Sandro Damilano (fratello di Maurizio Damilano).

### Le prime medaglie internazionali
Nel 2005 vince i Campionati italiani nella gara dei 50 km. Nella stessa disciplina conquista la sua prima medaglia in campo internazionale, vincendo il bronzo ai Mondiali di Helsinki 2005, con il tempo di 3h41'54" e stabilendo il nuovo primato italiano. L'11 febbraio 2007 migliora nuovamente il primato italiano della 50 km, marciando in 3h36'04" a Rosignano Solvay.

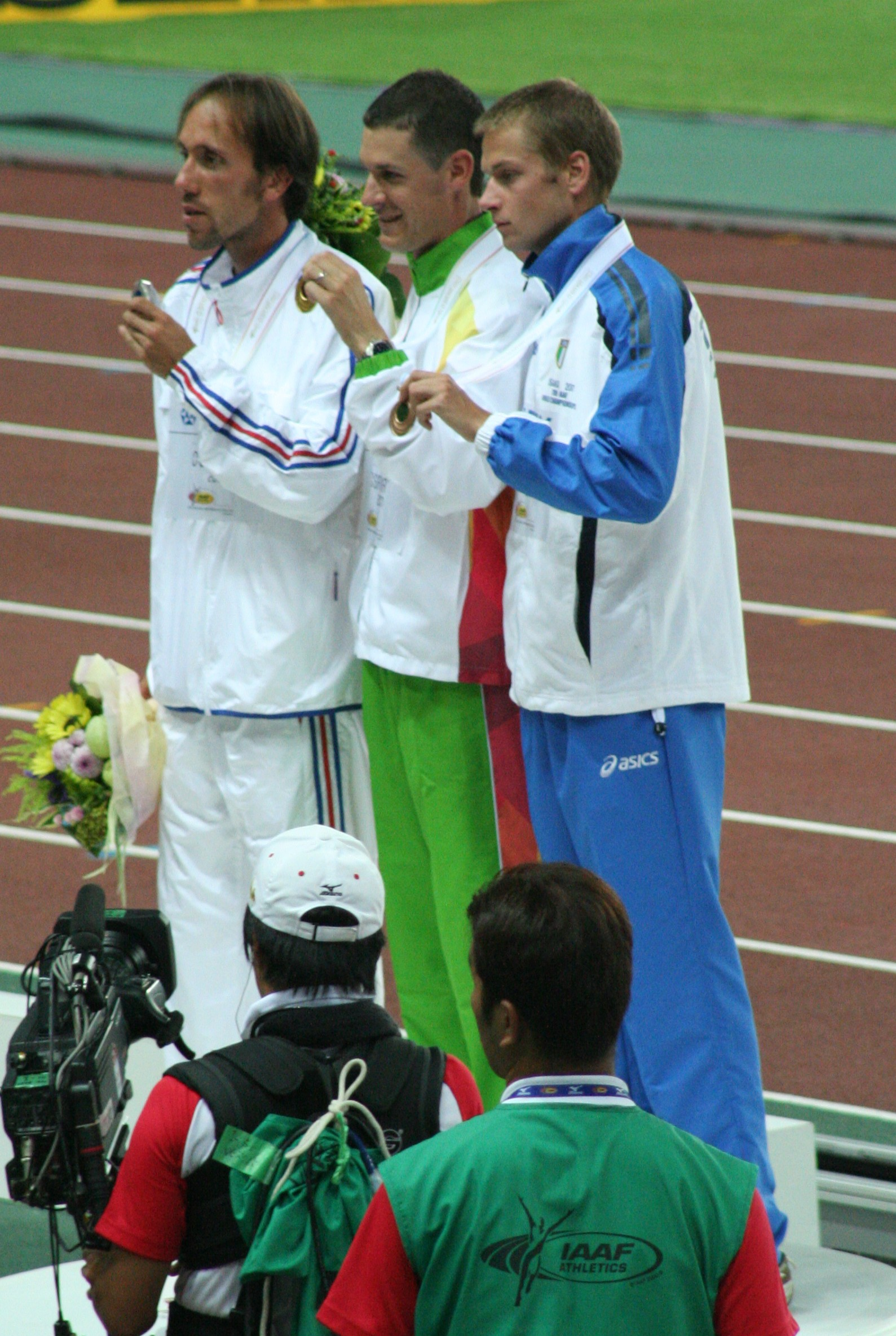
Alex Schwazer sul podio ai Mondiali di Osaka 2007.

Ai Mondiali di Osaka dello stesso anno, malgrado una bella rimonta finale (nell'ultimo chilometro fa segnare il notevole parziale di 4'08"), conquista di nuovo il bronzo a pochi secondi dal francese Yohann Diniz, secondo, e dall'australiano Nathan Deakes, primo.
La rabbia sul traguardo dell'atleta altoatesino conferma ciò che dirà di lì a poco nelle interviste televisive: ritiene l'oro ampiamente alla sua portata, ma, per una sottostima delle proprie capacità fisiche, ha commesso l'errore tattico di attendere troppo a lungo prima del cambio di ritmo, accelerando solo dopo il trentesimo chilometro, quando ormai il recupero su Diniz e Deakes risultava impossibile.
Dopo questo terzo posto dichiara: «Sono felice anche se mi rendo conto che avrei potuto davvero vincere. Onore a loro che mi hanno battuto, ma dentro di me so che sono più forte, che posso rovesciare questa classifica. È stata una grande lezione, oggi ho imparato cose che nessun allenamento può insegnare, cose che spero mi tornino utili all'Olimpiade».

### L'oro olimpico a Pechino
Tale speranza si realizza ai Giochi olimpici di Pechino 2008 dove vince il titolo nella 50 km, stabilendo anche il nuovo record olimpico della specialità in 3h37'09".
Viene accusato dagli Schützen di atteggiamento "troppo italiano". Gli stessi Schützen hanno continuato a fomentare la questione auspicando la formazione di una squadra di atleti "sudtirolesi".
Ai Mondiali di Berlino 2009, abbandona la prova della 50 km dopo un'ora e mezza di gara, accusando dolori allo stomaco.

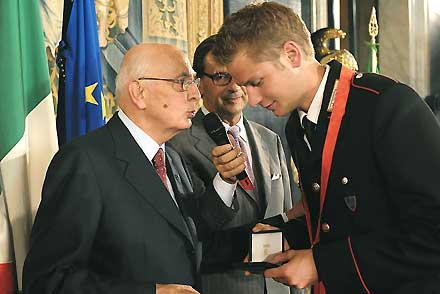
Schwazer con il Presidente della Repubblica Giorgio Napolitano nel 2008.

Alla vigilia degli Europei di Barcellona 2010, dove partecipa anche alla 20 km, è il favorito della prova, in virtù del miglior tempo tra gli atleti iscritti, ottenuto a Lugano, mentre il russo Valerij Borčin, olimpionico e campione mondiale 2009, non partecipa alla gara. Il vincitore tuttavia è un altro russo, il quasi ventenne Stanislav Emel'janov, che precede Schwazer di 28 secondi. A distanza di 4 anni, il 30 luglio 2014, Emel'janov viene privato del titolo europeo per irregolarità nel passaporto biologico; per questo motivo a Schwazer viene assegnata la medaglia d'oro.
Il 28 agosto 2011 ai Mondiali di Taegu partecipa alla 20 km classificandosi nono.

### Squalifica per doping
Il 6 agosto 2012 viene annunciata la positività dell'atleta all'eritropoietina ricombinante in un controllo antidoping a sorpresa effettuato dall'Agenzia mondiale antidoping il 30 luglio e viene escluso dal CONI dalla squadra della 50 km di marcia dei Giochi olimpici del successivo 11 agosto, mentre il giorno seguente sempre il CONI sospende l'atleta su richiesta del Tribunale Nazionale Antidoping.
A seguito dello scandalo, si presenta al Centro Sportivo dei Carabinieri di Bologna per riconsegnare pistola e tesserino; viene quindi sospeso dal servizio. Dopo breve tempo si congederà definitivamente. Come conseguenza ulteriore la Ferrero, che aveva un contratto di sponsorizzazione in scadenza con lo stesso Schwazer, decide di rinunciare al rinnovo.
Il 23 aprile 2013 il Tribunale Nazionale   Antidoping stabilisce per l'atleta una squalifica di 3 anni e 6 mesi. Schwazer sarebbe quindi potuto tornare a gareggiare dal 30 gennaio 2016.
Il 22 dicembre 2014 davanti alla Procura di Bolzano patteggia la pena di 8 mesi con una multa di 6.000 euro.
Il 12 febbraio 2015 la II Sezione del Tribunale Nazionale Antidoping del Coni gli aggiunge altri 3 mesi di squalifica per aver eluso il prelievo dei campioni biologici violando l'articolo 2.3 delle Norme sportive antidoping: il 30 luglio 2012 avrebbe "eluso o si sarebbe rifiutato senza giustificato motivo di sottoporsi al prelievo dei campioni biologici" chiedendo a Carolina Kostner (all'epoca del fatto sua fidanzata) di negare la sua presenza in casa. Resta fuori dalle gare quindi fino al 29 aprile 2016, mentre Carolina Kostner il 16 gennaio viene squalificata a 1 anno e 4 mesi per complicità nella violazione.
Il 25 gennaio 2018 il Tribunale di Bolzano condanna in primo grado, per il reato di favoreggiamento al doping, due medici e una funzionaria della FIDAL.  Al termine del processo di appello, il 10 dicembre 2019 la Corte di Appello di Bolzano assolve i tre con formula piena.

### Rientro nelle gare
Nell'aprile 2015, ancora sotto squalifica, torna ad allenarsi sotto la guida del Maestro dello Sport Sandro Donati e la supervisione di uno staff di professionisti (tra cui l'allenatore Mario De Benedictis, i professori Dario D'Ottavio e Benedetto Ronci, l'ex marciatore e biomeccanico Alessandro Pezzatini). Lo scopo è partecipare da protagonista pulito ai giochi olimpici di Rio de Janeiro 2016, sotto il controllo dello staff di esperti, notoriamente attivi nella lotta contro il doping.
Il settore tecnico della Federazione Italiana di Atletica Leggera gli permette di svolgere un test individuale di 10 km il 24 settembre 2015 presso il campo sportivo di Tagliacozzo (AQ) che si rivela un successo per l'atleta, nonostante il tempo ottenuto non possa essere reso ufficiale (l'atleta è ancora sotto squalifica per doping fino al 29 aprile 2016).
Vista l'apparente incompatibilità con la carta etica FIDAL del consiglio federale del 20 dicembre 2013, emanata successivamente alla squalifica per positività di Londra 2012, che sancisce che qualunque atleta squalificato per più di quattro anni sia escluso definifivamente da qualunque partecipazione alla squadra nazionale, il presidente Alfio Giomi si esprime in favore dell'atleta, sostenendo la tesi della non retroattività della norma.
Al termine della squalifica (29 aprile 2016) esordisce in gara nella marcia 50 km l'8 maggio 2016 direttamente in maglia azzurra in occasione dei campionati del mondo a squadre di marcia organizzati a Roma, gara che vince con il tempo di 3h39'00". Il risultato sembra sancire il successo dell'impresa di partecipare a Rio de Janeiro.

### Seconda squalifica e causa legale contro W.A.D.A.
Il 21 giugno 2016 viene diffusa la notizia della positività di un campione di urine prelevato il 1º gennaio 2016, risultato negativo ad una prima analisi di normale procedura.  Valutazioni sul rapporto del testosterone portano a un successivo test più approfondito tramite spettrometria di massa a rapporto di isotopi, che rivela la presenza nelle urine di metaboliti di testosterone, accertando quindi l'effettiva positività. I collaboratori di Schwazer si difendono affermando che il testosterone era in quantità minime e non in grado di avere effetti alteranti. Nella conferenza stampa convocata lo stesso giorno, l'atleta e i suoi collaboratori respingono le accuse di doping definendole "false e mostruose" e annunciano una denuncia contro ignoti perché risulterebbero delle incongruenze nel controllo antidoping.
L'8 luglio 2016 la IAAF sospende con effetto immediato in via cautelare  il marciatore azzurro, dopo che anche le controanalisi danno esito positivo al doping. Il legale di Schwazer annuncia che farà ricorso, denunciando una manipolazione esterna sul campione di urine prelevato il 1º gennaio.
L'8 agosto 2016, in sede olimpica a Rio de Janeiro, viene discusso il ricorso sotto l'arbitrato del TAS; due giorni dopo il ricorso viene respinto e Schwazer viene squalificato per 8 anni. La squalifica cancella anche i suoi risultati del 2016, vale a dire la vittoria nella 50 km dei campionati del mondo di marcia a squadre di Roma e il secondo posto ottenuto nella 20 km della gara di marcia a La Coruña.
Nuove analisi portate avanti nel luglio 2018 nell'ambito dell'indagine penale per doping nel riguardi di Schwazer dal perito nominato dal GIP, il comandante del RIS dei Carabinieri di Parma Giampietro Lago, rivelano un'alta concentrazione di DNA all'interno dei campioni di urina risultati positivi, il che secondo la difesa dell'atleta dimostrerebbe i presunti interventi di manipolazione.
Nell'udienza del processo penale svolta a Bolzano il 12 settembre 2019 non si sciolgono i dubbi sulla questione. I valori di concentrazione di DNA nelle urine sarebbero inspiegabili secondo il perito e prova di manipolazione secondo la difesa dell'atleta, mentre per la WADA non ci sarebbe stata alcuna stranezza in quanto l'altoatesino avrebbe sempre avuto valori altissimi di DNA nelle urine. La terza perizia del comandante Lago, esposta nell'udienza del 14 settembre 2020, nega il collegamento fra superallenamento e innalzamento dei valori di DNA concludendo che una tale concentrazione "non corrisponde a una fisiologia umana" e che "i dati confermano quindi un'anomalia". Tale conclusione viene contestata dal prof. Vincenzo Pascali consulente della WADA, che critica contestualmente il metodo e le affermazioni del comandante del RIS.
Il 3 dicembre 2020 la procura di Bolzano chiede l'archiviazione del procedimento penale. Il 18 febbraio 2021 il Gip del Tribunale di Bolzano dispone infine l'archiviazione del procedimento penale per "non aver commesso il fatto", ritenendo "accertato con alto grado di credibilità razionale" che i campioni di urina "siano stati alterati allo scopo di farli risultare positivi e, dunque, di ottenere la squalifica e il discredito dell’atleta come pure del suo allenatore, Sandro Donati".
La WADA, in un comunicato stampa del il 22 aprile 2021 contesta le conclusioni riportate nelle carte processuali. Nello stesso mese i legali di Schwazer presentano richiesta di sospensione della squalifica al tribunale federale svizzero, nel tentativo di permettere all'atleta di partecipare ai Giochi Olimpici di Tokyo. La richiesta viene respinta dal tribunale elvetico.
La squalifica termina l'8 luglio 2024, giorno nel quale viene annunciato il suo rientro alle competizioni il 19 luglio in una gara denominata QAlex 20k, organizzata dal portale sportivo Queen Atletica ad Arco (Trento); la gara viene annunciata anche come l'ultima della sua carriera.

### Secondo rientro nelle gare
Nel 2025 rientra nelle gare in varie competizioni svolte in Italia: prima in Veneto e poi nella zona di Bolzano. Il marciatore per tale rientro nelle competizioni viene allenato da Domenico Pozzovivo. 

### L'attività di allenatore
Nel novembre 2016 Schwazer annuncia di voler intraprendere la carriera di allenatore. L'annuncio provoca subito delle polemiche, dovute al fatto che le regole antidoping internazionali prevedono che i tesserati per una qualsiasi federazione sportiva non possano essere allenati da soggetti squalificati per doping.
Calcio
Dal luglio 2025 , nel ruolo di personal trainer diventa consulente della squadra di calcio del Sudtirol, in Serie B.

## Altre attività
Nel 2022 partecipa al programma Pechino Express, in coppia con Bruno Fabbri. Vengono eliminati nella seconda puntata.
L'11 settembre 2023 entra come concorrente nella casa del Grande Fratello ritirandosi nel corso della ventiquattresima puntata del 4 dicembre, dopo 85 giorni di permanenza.

## Vita privata
Dal 2007 al 2012 ha avuto una relazione sentimentale con la pattinatrice Carolina Kostner. Dal 2016 ha iniziato a frequentare Kathrin Freund, con la quale si è sposato il 7 settembre 2019 . Hanno due figli, un maschio e una femmina: Ida (2017) e Noah (2020).

## Record nazionali

### Seniores
- Marcia 50 km: 3h36'04" ( Rosignano Solvay, 11 febbraio 2007)

## Progressione

### Marcia 20 km
| Stagione | Tempo    | Luogo             | Data      | Rank. Mond. |
| -------- | -------- | ----------------- | --------- | ----------- |
| 2011     | 1h21'50" | Taegu             | 28-8-2011 | 40º         |
| 2010     | 1h18'24" | Lugano            | 14-3-2010 | 1º          |
| 2009     | 1h24'23" | Sesto S. Giovanni | 1-5-2009  | 104º        |
| 2008     | 1h23'28" | Borgo Valsugana   | 8-6-2008  | 97º         |
| 2007     | 1h24'39" | Osaka             | 26-8-2007 | 115º        |
| 2006     | 1h21'38" | Rio Maior         | 1-4-2006  | 37º         |
| 2005     | 1h25'10" | Sesto S. Giovanni | 1-5-2005  | 161º        |

### Marcia 50 km
| Stagione | Tempo    | Luogo            | Data      | Rank. Mond. |
| -------- | -------- | ---------------- | --------- | ----------- |
| 2010     | 3h50'22" | Signa            | 7-3-2010  | 16º         |
| 2008     | 3h37'04" | Čeboksary        | 11-5-2008 | 2º          |
| 2007     | 3h36'04" | Rosignano Solvay | 11-2-2007 | 1º          |
| 2005     | 3h41'54" | Helsinki         | 12-8-2005 | 12º         |
| 2004     | 4h00'51" | Termoli          | 15-2-2004 | 75º         |

## Palmarès

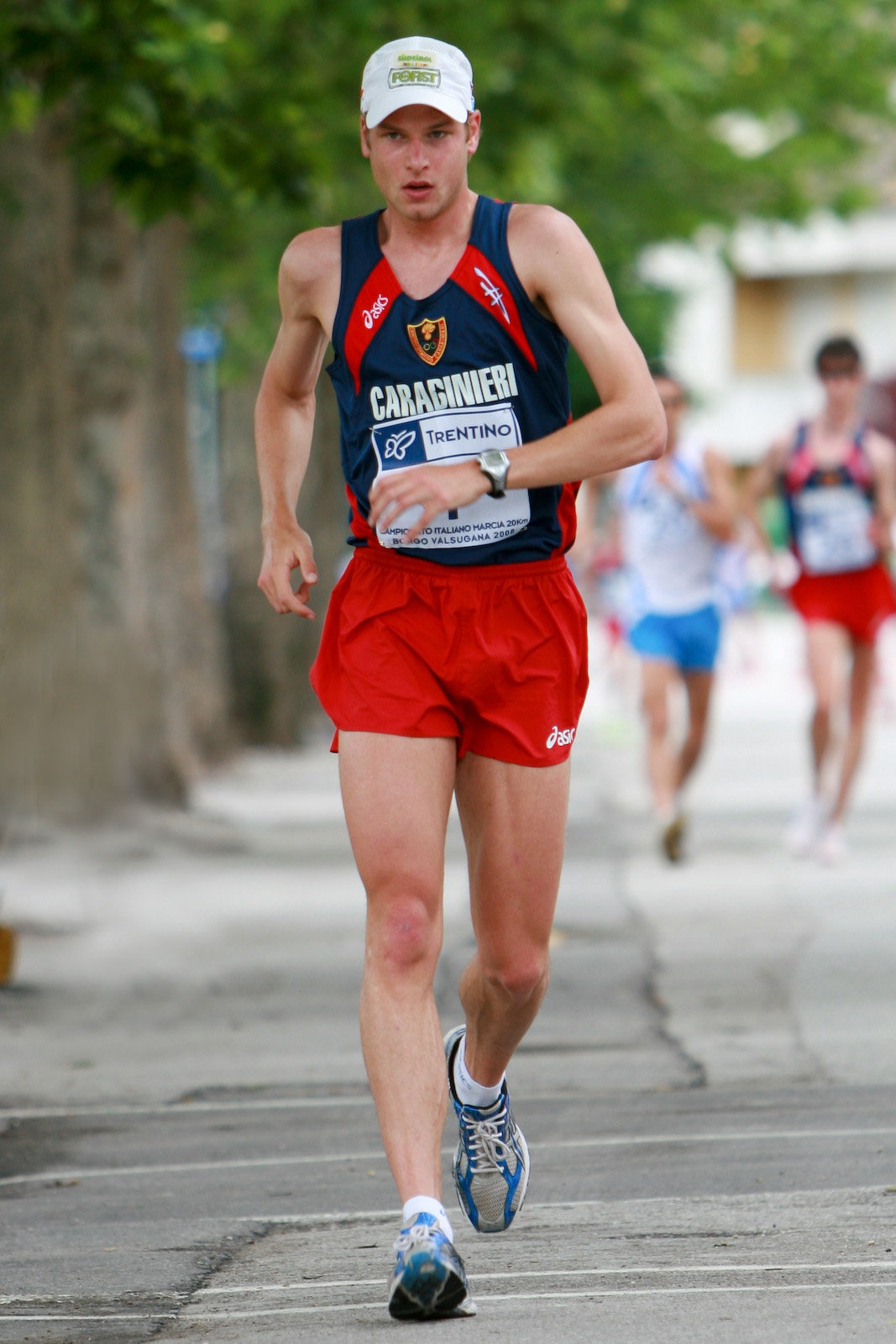
Alex Schwazer in azione durante il campionato italiano di marcia 20 km del 2008

| Anno | Manifestazione   | Sede       | Evento       | Risultato | Prestazione | Note                                     |
| ---- | ---------------- | ---------- | ------------ | --------- | ----------- | ---------------------------------------- |
| 2005 | Europei under 23 | Erfurt     | Marcia 20 km | dnf       | dnf         |                                          |
| 2005 | Mondiali         | Helsinki   | Marcia 50 km | Bronzo    | 3h41'54"    | Record nazionale                         |
| 2006 | Europei          | Göteborg   | Marcia 50 km | dnf       | dnf         |                                          |
| 2007 | Mondiali         | Osaka      | Marcia 20 km | 9º        | 1h24'39"    | Miglior prestazione personale stagionale |
| 2007 | Mondiali         | Osaka      | Marcia 50 km | Bronzo    | 3h44'38"    |                                          |
| 2008 | Giochi olimpici  | Pechino    | Marcia 50 km | Oro       | 3h37'09"    | Record olimpico                          |
| 2009 | Mondiali         | Berlino    | Marcia 50 km | dnf       | dnf         |                                          |
| 2010 | Europei          | Barcellona | Marcia 20 km | Oro       | 1h20'38"    | [ 58 ]                                   |
| 2010 | Europei          | Barcellona | Marcia 50 km | dnf       | dnf         |                                          |
| 2011 | Mondiali         | Taegu      | Marcia 20 km | 5º        | 1h21'50"    | Miglior prestazione personale stagionale |

## Campionati nazionali
- 2 volte campione nazionale assoluto di marcia 10000 m (2007, 2010)
- 2 volte campione nazionale assoluto di marcia 20 km (2007, 2008)
- 4 volte campione nazionale assoluto di marcia 50 km (2005, 2007, 2008, 2010)
- 1 volta campione nazionale assoluto indoor di marcia 5000 m (2010)

## Altre competizioni internazionali
2008
- Argento nella Coppa del mondo di marcia ( Čeboksary), marcia 50 km - 3h37'04"

## Libri
- Sandro Donati, I signori del doping. Il sistema sportivo corrotto contro Alex Schwazer, Rizzoli, 2021, ISBN 9788817155830.
- Alex Schwazer, Dopo il traguardo, Feltrinelli, 2021, ISBN 9788807491566.

## Filmografia
Documentari
- Il caso Alex Schwazer, docuserie di Massimo Cappello in 4 puntate, distribuita sulla piattaforma di streaming Netflix dal 13 aprile 2023.

## Televisione
- Pechino Express edizione 9 (Sky Uno, 2022) - concorrente
- Alessandro Borghese - Celebrity Chef (TV8, 2022) - concorrente

- Grande Fratello edizione 17 (Canale 5, 2023) - concorrente